# Буди-Пшибиловські
Буди-Пшибиловські (пол. Budy Przybyłowskie) — село в Польщі, у гміні Коло Кольського повіту Великопольського воєводства.